# Вісник Київського університету: серія Економіка
Вісник Київського національного університету імені Тараса Шевченка. Економіка. – рецензований, цитований у міжнародних наукометричних базах науковий журнал, присвячений дослідженням в економічній сфері.

## Редакційна політика журналу
Редакція:
- підтримує Будапештську ініціативу відкритого доступу (Budapest Open Access Initiative[2]), спрямовану на вільне та безкоштовне поширення наукових знань, яке сприяє прискореному розвитку науки;
- проводить активну роботу з включення Збірника в міжнародні електронні бібліотеки, каталоги та наукометричні бази з метою входження в світовий науковий інформаційний простір;
- проводить активну політику залучення провідних міжнародних економістів-науковців до процесу рецензування статей авторів Збірнику..

Місією журналу є надання платформи для науковців-економістів, щоб вони могли поділитися результатами досліджень, теоріями або поглядами стосовно соціально-економічного розвитку України та світу як на макро-, так і на мезо- й мікрорівнях проблематики.

## Редакційна колегія
Головний редактор: В. Д. Базилевич, д-р екон. наук, проф., чл.-кор. НАН України
Відповідальний редактор: Г. О. Харламова, канд. екон. наук, доц. (відп. секр.)
| ПІБ                 | Наукові здобутки                            | Країна    |
| В. Д. Базилевич     | д-р екон. наук, проф., чл.-кор. НАН України | Україна   |
| Г. О. Харламова     | канд. екон. наук, доц. (відп. секр.)        | Україна   |
| С. Х. Аггелопоулос  | д-р наук, проф.                             | Греція    |
| Х. Алпас            | д-р екон. наук, проф.                       | Туреччина |
| Х. Батзіос          | д-р наук, проф.                             | Греція    |
| Х. Я. Башев         | д-р екон. наук, проф.                       | Болгарія  |
| К. Віталє           | д-р наук, проф.                             | Хорватія  |
| Г. Друтейкіне       | д-р наук, проф.                             | Литва     |
| М. Зінельдін        | д-р наук, проф.                             | Швеція    |
| А. Савватеев        | канд. наук, проф.                           | РФ        |
| Р. С. Сербу         | канд. наук, проф.                           | Румінія   |
| Е. Стойка           | канд. наук, доц.                            | Румунія   |
| А. І. Ігнатюк       | д-р екон. наук, проф.                       | Україна   |
| Н. В. Ковтун        | д-р екон. наук, проф.                       | Україна   |
| Г. І. Кудалова      | д-р екон. наук, проф.                       | Україна   |
| І. О. Лютий         | д-р екон. наук, проф.                       | Україна   |
| І. Мазур            | д-р екон. наук, проф.                       | Україна   |
| С. В. Науменкова    | д-р екон. наук, проф.                       | Україна   |
| Р. В. Пікус         | канд. екон. наук, проф.                     | Україна   |
| А. О. Старостіна    | д-р екон. наук, проф.                       | Україна   |
| Г. М. Филюк         | д-р екон. наук, проф.                       | Україна   |
| О. І. Черняк        | д-р екон. наук, проф.                       | Україна   |
| В. Г. Швець         | д-р екон. наук, проф.                       | Україна   |
| Григоріс Заротіадіс | проф.                                       | Греція    |

## Проблематика
У журналі публікуються праці із наступних тем:
- актуальні проблеми економічної теорії;
- державне управління;
- міжнародна економіка;
- економіка підприємства;
- менеджмент;
- теорія фінансів;
- банківської справи;
- страхування;
- статистики;
- бухгалтерський облік та аудиту;
- безпека;
- екологічна безпека;
- економіко-математичне моделювання;
- інформаційні технології в економіці.

Вісник вітає рукописи, які відповідають критеріям значимості в даній області, зокрема:
- оригінальні статті з фундаментальних і прикладних досліджень;
- тематичні дослідження;
- критичні відгуки, огляди, думки, коментарі та есе.

## Індексація
Серія «Економіка» індексується Index Copernicus (ICV 2015: 70.91); РИНЦ (E-Library); Science Index; Ulrich's Periodicals Directory; Google Scholar;
RepEc; Socionet; CyberLeninka; OCLC WorldCat; CrossRef; J-Gate; Microsoft Academic Search; Bielefeld Academic Search Engine (BASE);
Registry of Open Access Repositories (ROAR); The Directory of Open Access Repositories (OpenDOAR); IDEAS; EconPapers; CiteFactor (indexed);
Maksymovych Scientific Library of Taras Shevchenko National University of Kyiv; National Library of Ukraine Vernadsky; Scopus (under evaluation); DOAJ; ProQuest; CitEc;
Impact Factor; Infobase (India); Researchbib (Japan); MIAR (Spain) (ICDS = 6.5); RedLink; INTERNATIONAL SERVICES FOR IMPACT FACTOR AND INDEXING (ISIFI); ESJI;
GIGA Information Centre; Journalindex; General Impact Factor (GIF) (pending); Social Science Research Network; Thomson Reuters (under evaluation);
Advanced Sciences Index (pending); Scientific Indexing Service; Open Academic Journals Index; Directory of Research Journals Indexing; Directory of Open Access scholarly Resources (ROAD).